# ابراهیم چیفتچی
ابراهیم چیفتچی (به ترکی استانبولی: İbrahim Çiftçi،  زادهٔ ۱ دسامبر ۱۹۹۷) یک کشتی‌گیر آزادکار اهل کشور ترکیه است. وی سابقه حضور در المپیک ۲۰۲۴ پاریس را دارد.